# Чичекли (Адана)
Чичекли (тур. Çiçekli) је насељено место у округу Сариџам у вилајету Адана, Турска. Према попису из 2020. било је 494 становника.
Становништво села је бошњачког порекла. Први досељеници су дошли четрдесетих година 19. века из града Ерегли код Коније.
.